# 후안 페론
후안 도밍고 페론(스페인어: Juan Domingo Perón, 문화어: 후안 도밍고 뻬론, 1895년 10월 8일 ~ 1974년 7월 1일)은 아르헨티나의 군인 출신 정치인으로, 1943년의 군사 쿠데타에 참여하여 군사정부의 내각에 입각, 노동부장관을 지냈다. 1944년 ~ 1946년 부통령, 1946년 ~ 1955년, 1973년 ~ 1974년 대통령을 지냈다.
그의 두 번째 부인은 에비타라는 별칭으로 유명한 에바 페론이다. 후안 페론은 정치적으로 페론주의 운동을 창시했으며, 아르헨티나 현대사에서 가장 큰 논쟁을 불러일으키는 인물이다.

## 어린 시절
1895년 페론은 부에노스아이레스주 남부 로케 페레스의 오두막집에서 태어났다. 마리오 토마스 페론과 후아나 소사 톨레도의 삼남으로 태어났다. 그의 선조는 이탈리아계 이민자의 후손이었다. 아버지 마리오 토마스 페론은 유복한 가정에서 태어난 의학도였는데, 결핵 치료를 위해 로케 페레스라는 작은 마을로 요양을 갔다.
이 곳에서 마리오 토마스 페론은 떼우엘체족 원주민 소녀 후아나 소사 톨레도를 만나 후안 페론을 낳고 동거생활을 했다. 당시 아르헨티나가 원주민을 적대시 했기 때문에, 마리오 토마스 페론의 본가는 그들의 동거 사실과 후안 페론의 존재를 숨겼다. 페론은 9세에 어머니와 떨어져 살게 됐다. 1911년 페론은 군사학교에 입학했다.

## 초기 경력
아르헨티나 육군사관학교를 졸업하고 장교로 복무하여 육군 대령에 이르렀다. 1929년 1월 5일 아우렐리아 티손과 결혼했다. 1938년 후안 페론은 이탈리아, 프랑스, 스페인, 독일, 알바니아의 아르헨티나 대사관에서 무관으로 근무했다. 이탈리아의 부임지에서 첫 부인 아우렐리아 티손이 결혼생활 9년 만에 자궁암으로 사망했다는 소식을 접하였다.

## 1943년 아르헨티나 군사정부
1943년 아르헨티나에서 1943년 혁명이라고 불리기도 하는 쿠데타가 발생했다. 아르투로 라우손의 지휘 하에서 일어난 이 쿠데타는 보수 성향의 라몬 카스티요 대통령에 반대했다.
후안 도밍고 페론은 육군 대령으로 군사 쿠테타에 참여했다. 페론은 쿠데타에서 중요한 역할을 맡았고, 결국 노동부 장관과 국방부 장관으로 승진했다. 노동부 장관 재임 시절, 아르헨티나 노동조합 내부의 생디칼리즘 세력과 사회주의 운동 세력이 연합하도록 했다. 페론은 노동부 장관을 하면서 노조와 밀접해졌고 급기야는 노조를 자신의 지지기반으로 만드는 데 성공했다.

### 에바 두아르테와의 만남

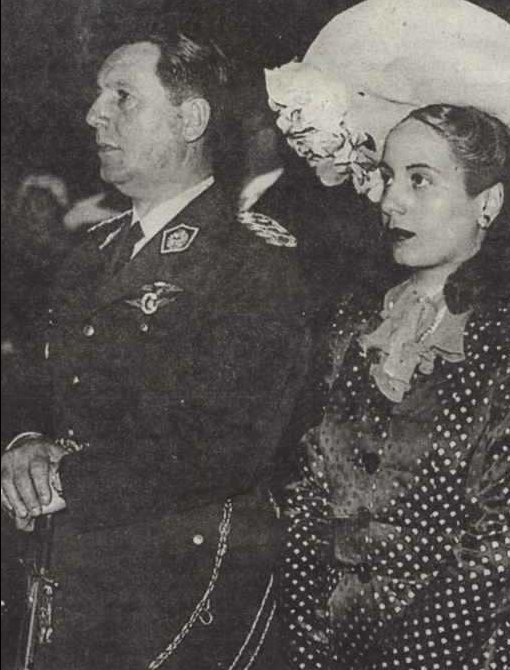
에바 두아르테와 함께

1944년, 산후안에서 지진이 발생하여 6000명 이상이 사망하는 참사가 일어났다. 당시 후안 페론은 육군 대령 출신으로 군사정부의 노동부 장관이었다. 에바 두아르테와 후안 페론은 산후안 지진참사의 이재민 구호를 위한 기금 모금회에서 처음 만났다. 페론은 그해 에델미로 파레이 정권에서 부통령에 선임된다.
첫 번째 부인을 잃고 독신으로 살던 후안 페론은 에바 두아르테의 젊음과 미모에 빠져들었고, 곧 두 사람은 동거를 시작했다. 기금 마련으로 하층민들에게 좋은 인상을 남긴 후안 페론은 부통령을 역임하면서 군부와 대중의 지지를 동시에 확보하고 후안 페론과 에바 두아르테는 1945년 정식으로 결혼했으며, 그 다음해 대통령 선거를 준비했다. 그러나 후안 페론의 정치적 역량이 확장되고 있는 것에 위협을 느낀 다른 군부 세력들은 후안 페론을 경계한다.
페론의 야심과 대중 선동 능력에 경계심을 느끼고, 페론에 대한 미국 대사의 적대감에 영향을 받은 데다가, 하층 계급에 속하는 에바와의 공공연한 관계 등을 불편하게 여긴 군부는 쿠데타를 일으키고 정부전복 혐의를 적용해서 페론의 지위를 빼앗고 체포해버렸다. 페론 석방운동은 1945년 9월 17일 대규모 시위로 이어지게 된다. 1945년 10월 17일 페론은 석방됐다.

## 1945 아르헨티나 역사상 가장 중요한 해
1945년은 아르헨티나 역사에서 가장 중요한 해로 꼽힌다.
1944년 1월 26일 아르헨티나 정부는 독일과 일본의 국교를 단절하였다. 이때 페론의 선택으로 아르헨티나 공화국과 일본 제국 사이에서 전쟁이 선포되었다고 많이 보도되었다. 이것은 독일과 일본에 선전포고를 하기 위한 환경을 마련하려고 한 명백한 의도를 가진 사건이었다. 이를 놓고 아르헨티나 내에서도 의견이 엇갈렸고, 이 사건을 계기로 친나치 출판물을 폐쇄하고 주요인물들을 체포하는 등 이미지 개선을 위해 힘썼다.

2월 페론은 선전포고와 봉쇄해제, 아르헨티나 정부의 승인 및 차풀테펙 미주회의에 대한 가입을 합의하기 위해 비밀스럽게 미국으로 향했다. 3월 27일, 대부분의 라틴 아메리카 국가와 동시에 아르헨티나는 독일과 일본에 선전포고를 본격적으로 하였고, 일주일 후 차풀 테펙 법을 서명하여 유엔을 창설한 샌프란 시스코 회의에 참여하도록 했다. 1945년, 51개 창립 국가 그룹을 통합하기도 했다.

이와 동시에 정부는 선거를 치르고 있었는데, 1월 4일 내무부 장관이었던 테세르 제독이 공산당과 합법화를 발표하였다. 친 나치 신문인 카빌도와 엘 팜페로는 금지되기 시작했고, 대학의 감사들에게 개혁주의 대학 자치 체제로 돌아가기 위해 해임명령을 내려졌다. 그 후 해고되었던 대학 교수들은 복직을 명령받았다.

## 첫 번째 대통령 집권
1946년, 페론은 오르텐시오 키하노를 부통령으로 지명하고 아르헨티나 대선에 출마했다. 페론은 라 보카 등 노동자 밀집거주지역의 대규모 지지에 힘입어 54% 득표로 대통령에 당선되었다. 노조뿐만이 아니라 중산층 세력도 페론을 지지했다. 이들은 페론이 전통적 지배세력인 농업 세력을 무너뜨리고 새로운 질서를 수립할 것을 희망했다. 그는 집권 시기 동안 사회정의와 자립경제를 동시에 추구했다. 이 두가지 목표를 내세우면서 공산주의와 자본주의 간의 냉전 참여를 거부했다.
노동자들의 열광적인 지지를 업고 대통령직에 오른 그는 구 파시즘 정권보다 프롤레타리아적 성격이 강했고, 구 지배층에게 노골적인 적대감을 드러냈다. 페론은 CGT라는 거대하고 조직된 노동조합을 설립했다. 1947년 7월 모든 외채를 갚았다. 산업화와 사회자본의 국유화 정책을 통해 자립경제를 추진했다. 집권하는 동안 사회보장제도를 확충했다. 특히 병원 4000여개, 학교 8000여개를 설립했다.

### 퇴진과 망명
1952년 에바 페론을 부통령으로 지명하고 대선에 출마해 대통령 연임에 성공했다. 1952년 부인 에바의 사후에 급격히 단행하였던 모든 개혁의 파탄이 차차 표면화되고, 이는 야당 인사들과 언론에 의해 집중공세를 받았다. 그는 가톨릭 교회와 군부와 반목했는데, 1955년 가톨릭 교회 억압을 계기로 하여 가톨릭교도와 군부의 지지를 잃게 되어 1955년 9월에 군부 쿠데타가 발생해 정권을 잃고 망명했다.
1956년 경 파나마로 망명한 후안 페론은 이 곳에서 이사벨 마르티네스를 만났다. 후안 페론은 이사벨의 젊음과 미모에 빠져들었고, 이사벨을 자신의 개인 비서로 채용했다. 1960년 후안 페론은 망명지를 스페인으로 바꿨는데, 이사벨은 그와 함께 스페인으로 건너갔다. 이듬해 두 사람은 정식으로 결혼했다.
그는 망명 기간 여러 전투적인 좌익 조직을 지원했고 좌익 페론주의 조직인 몬토네로스와 밀접한 관계를 가졌다. 반공주의 성향을 띠고 있는 극우 및 보수 세력도 지원했다. 특히 경찰 간부와 군 장교로 구성된 반페론주의 조직의 실질적 책임자였던 로페스 레가는 충성스러운 페론당원의 가면을 쓰고 페론 부부의 신임을 얻게 됐다.

## 제1차 페론 정부의 정책

### 경제
페론 정부는 10년동안 경공업의 발전으로 수입대체정책을 심화시켰다. 페론은 농업, 밀 재배에 큰 투자를 했고 농업부분을 현대화 시켰으며, 철강 및 석유 화학 산업의 발전으로 농업 생산 및 효율성이 향상되었다. 최초의 페론주의 경제 담론의 네 기둥은 내부시장, 경제 민족주의, 국가의 주요역할, 산업의 중심 역할을 중심으로 삼았다. 국가는 모든 시장의 서비스 제공자 및 규제자로써 중요한 역할을 담당하게 되었다.
페론은 아르헨티나 중앙은행을 국유화 하였다. 또한 전문적인 공식 은행의 설립으로 임의 신용할당 정책을 시행하였다. 모든 공공 및 민간 은행 예금은 국유화되었고 이로 인해 국가의 적극적인 경제활동 참여와 분배적 급여 정책, 전쟁 기간 동안 갖추지 못한 산업의 자본을 재편성하며 세계 수요에 압박을 가했다. 공급보다 훨씬 빠른 속도로 수입이 폭발적으로 증가하였다. 이 현상은 아르헨티나에서 제일 높은 인플레이션 탄생을 의미했다. 그 이후에도 그들은 사회경제적 구조를 변화시켜 외부 취약성 감소, 생활 수준 향상, 산업 자본화를 가속화시켜 지역 금융 시스템을 개발하는데 많은 노력을 쏟았다. 이런 정책 뿐만 아니라 몇십년 동안 많은 정책에 노력을 쏟고 있으며, 더 많은 성과들과 기후로 인한, 인플레이션 압력으로 인해 피해를 받은 적도 많았다.

### 교육
페론 정부동안 대학의 연구 계획이 조정되고 대학 입학 조건을 통일하였고 14개의 새로운 대학과 예산을 증액되었다. 학생수 또한 이전보다 2배의 수를 뽑아 1956년까지 라틴아메리카 전체에서 대학생 수가 가장 많은 나라로 등극했다.
1949년에는 대학 등록금은 교육이 절대적으로 무료이며 국가의 이익을 위해 모든 젊은 아르헨티나인들에게 제공하기 위해 무료 대학 공교육을 선언했다. 그의 정부동안 많은 대학에 다양한 학과 건물을 세워주는 업적도 달성했다. 연구를 위한 많은 연구소, 위원회 또한 개설하여 대학생, 그리고 다른 아르헨티나인들이 서비스를 잘 이용할 수 있도록 조치했다. 1946년, 페론 대통령은 세계 대전 중 산업화 확대로 인해 전국에 전문 도제 위원회인 (CNAOP)를 설립하고 노동자 훈련을 위한 공장과 국립 노동자 대학을 설립했다. 이로 인해 1955년에는 많은 도시에 연구소가 위치하게 되었다. 저곳에서는 기계 관련 업종이나 섬유 산업과 같은 부분을 중점적으로 발전시켜 나갔다.

### 보건
1946년 공중 보건의 장관으로 임명된 라몬 카리요그는 보편적이고 통합된 예방과 치료를 할 수 있는 사회적 지원 시스템을 체계화하는 것이 목표였다. 그는 대규모 예방 접종 캠페인과 같은 많은 전염병과 사람들이 많이 걸리는 병에 관한 운동을 전개했다. 더 많은 약을 필요로 하였기에 국가 의약품 공장인 EMESTA를 설립했고 의학과 관련된 실험실에는 지원을 아끼지 않았다. 이에 따라 정부의 조치로 공중 보건 상황은 크게 개선되었다. 학교 보건 상황과 성병, 매독과 같은 많이 생겼던 질병들도 대폭 주는 계기가 되었다. 평균 수명과 영유아 사망률도 급격히 떨어졌다.

### 성평등
페론 첫 번째 정부때는 여성의 권리에 큰 인식 변화가 나타났다. 여성들은 1947년 이후 투표뿐만 아니라 법적으로도 최고의 대접을 받을 수 있게 되었다. 페론은 여성 문제를 꺼낸 최초의 아르헨티나 국가 원수였다. 1950년대에는 아르헨티나 만큼 여성의원수가 많은 나라가 없을 정도로 여성들의 인권이 큰 발전이 이루어졌다.

## 두 번째 대통령 집권과 사망
1973년 3월 아르헨티나 대선에서 페론의 개인비서 출신이자, 페론주의 좌익 분파에 속하는 엑토르 캄포라가 승리했다. 후안 페론은 이사벨 페론과 자신의 개인비서인 호세 로페스 레가를 아르헨티나로 보내면서 사회복지부 장관으로 지명했다. 같은 해 6월 호세 로페스 레가는 에세이사 학살을 일으켜 좌우익간의 갈등을 부추겼다. 1973년 7월 13일 엑토르 캄포라 대통령이 갑작스럽게 사임하고, 라울 라스티리가 대통령직을 승계했다. 라울 라스티리가 임시 대통령을 맡는 동안 호세 로페스 레가는 아르헨티나 반공주의자 동맹을 설립해 국가 주도로 좌익 페론주의 세력을 탄압했으며, 이로 인해 페론이 재집권할 때즈음 좌우익간 갈등과 정치폭력으로 사회가 매우 혼란해졌다.
같은 해 10월 12일에 라울 라스티리 마저 사임해, 아르헨티나의 대통령 직위는 공석이 되었다. 후안 페론은 아내 이사벨 데 페론을 부통령으로 지명하고 대통령 선거에 나섰다. 대선 결과 후안 페론이 대통령, 이사벨 페론이 부통령으로 당선됐고, 1973년 10월 12일 취임했다. 후안 페론은 취임 직후, 페론주의 좌익 세력을 "국가변란", "폭동"을 기도하는 세력이라고 지칭하면서 강한 어조로 비판했다. 좌익 페론주의자와 후안 페론의 갈등은 페론주의 청년단(Juventud Peronista)에 속한 의원 8명이 사임하는 사태로 나타났다.
고령의 후안은 건강이 악화되어 대통령직을 제대로 수행하지 못하는 경우가 많아 이사벨이 대통령직을 대행해야 했으며, 결국 후안 페론은 1974년에 사망하고 이사벨 페론이 부통령의 자격으로 대통령의 직위를 승계했다.

## 페론의 손목절단 사건
1987년 6월 10일 누군가 페론 가족의 묘에서 페론의 시신의 손목을 절단하고 달아났다. 이 사건의 범인과 동기는 현재까지 밝혀지지 않고 있다. 이를 두고 다양한 가설이 있으며, 민주화에 불만을 품은 장교들이 당시 라울 알폰신 대통령을 위협하기 위해 저질렀다는 설이 가장 유력하다.

## 반페론주의와 페론주의
1945년, 아르헨티나는 미국을 중심으로 조성되었던 페론주의와 반 페론주의 사이의 정치적 문제가 급증했다. 이때부터 다수의 노동계급 사람들은 페론을 지지했고, 중산층과 상류층은 페론주의 반대파인 반페론주의에 서게 되었다.

7월 12일, 페론에 대해 공개적인 지지를 하지 않고 있던 노동조합은 페론이 시행한 노동 정책을 옹호하기 위해  «Contra la reacción capitalista» 라고 쓰인, ‘자본주의 반항에 반대한다’의 내용이 담긴 슬로건을 들고 대규모 집회를 하였다. 그들은 이 집회가 그들이 페론을 지지한다고 처음 목소리를 내기 시작한 때였다. 이와 반대로 반페론주의자들은 민주주의의 탈을 쓰고 페론주의의 반민주적 태도는 옳지 않다고 비판하였다. 이 외에도 반페론주의자들과 페론주의자들의 대립은 계속되었다.

이 후 페론의 지지자였던 노동자계급이 그를 돌아서는 일이 발생하였다. 10월 16일 화요일, 월급날이었지만, 그에 마땅한 보상 또는 급여를 받지 못하였기 때문이다. 계속되는 충돌로 인해 페론은 각 장관들을 교체하고 그들을 다른 일자리에 배치하는 일과 암살 위기가 초래되는 상황까지 놓이게 되었다. 또한 부에노스 아이레스 대학 연맹과 아르헨티나 대학 연맹 등 다양한 조직들이 페론의 쿠데타와 테러 활동에 참여하게 되었다.

## 평가와 비판
일각에서는 흔히 페론주의를 '포퓰리즘'의 대표적 예로 들며 페론주의에 따라 이루어진 매년 20%에 달하는 높은 임금 인상과 과도한 사회보장정책이 아르헨티나의 경제를 파탄시켰다고 주장한다.
그러나 페론주의자들은 아르헨티나 경제의 파탄의 실질적 책임은 후안 페론에 있지 않고, 1976년 아르헨티나 쿠데타로 집권한 아르헨티나 군사정부와 군사정부가 도입한 신자유주의에 있다고 주장한다. 아르헨티나 군사정부는 무분별하게 외자 유치를 했고, 자신들의 집권에 협력한 다국적기업을 불러들였다. 어느 정도 실속을 챙긴 해외자본과 기업들이 썰물처럼 빠져나가 버리자 천문학적인 외채와 살인적인 인플레이션으로 인한 경제파탄이라는 비참한 결과를 가져왔다는 것이다. 실제로 페론은 경제개발 보다는 빈부격차를 줄이기 위한 노력에 비중을 두어 정치를 하였으며 그래서 국민소득의 눈에 띄는 증가는 없을지언정 빈민율만큼은 빠르게 감소해 4%까지 하락시켰다. 페론 집권 시기의 산업화와 경제 업적을 재평가하는 의견도 있다. 1949년부터 1976년까지 아르헨티나의 국민총생산은 127%의 성장을 기록했고, 개인소득은 232%가 증가했다. 페론은 가장 많은 산업투자를 단행했고, 아르헨티나가 농업국가에서 공업화로 가는 데 이바지 했다. 페론 집권 기간 초반에 아르헨티나 국민 가운데 60%를 차지했던 절대극빈층이 전체 국가소득의 33%를 분배 받았다. 아르헨티나 역사상 처음 있는 부의 재분배 현상이었는데, 이는 60%에 가까운 두터운 중산층을 형성했다.
이들에 의하면 아르헨티나의 경제를 본격적으로 파탄낸 장본인은 호르헤 라파엘 비델라이다. 당장 비델라는 1978년 FIFA 월드컵을 개최하기 위해 무리하게 많은 돈을 소모했으며 이 과정에서 여러 가지 출처를 정확히 알 수 없는 비용이 들어간 것은 사실이다. 일각에서는 이 때문에 1978년 FIFA 월드컵을 두고 아르헨티나가 FIFA 월드컵 우승과 자국의 운명을 맞교환했다는 평가를 하기도 한다. 호르헤 비델라의 폭정과 아울러 후임자인 레오폴도 갈티에리가 무리하게 일으킨 포클랜드 전쟁의 여파로 인해 아르헨티나의 경제는 빠르게 쇠퇴했고 2001년에 이르러서 아르헨티나는 빈민율 74%에 달하는 절대극빈국으로 전락하고 말았다.
1943년 쿠데타에 참여하여 입각한 점과 재임기간 언론탄압을 행한 점은 비판받고 있다. 일각에서는 페론주의에 남아있는 파시즘의 영향도 지적되고 있는데, 아르헨티나 사회당에서 활동한 학자 카를로스 파이트(Carlos Fayt)는 페론주의가 이탈리아식 파시즘을 아르헨티나에 대입한 것에 지나지 않는다고 주장하기까지 하였다.

## 같이 보기
- 에바 페론(두 번째 부인, 별칭:에비타)
- 이사벨 페론(세 번째 부인)
- 후안 페론 경기장
- 페론주의
- 1943년 쿠데타
- 정의당

## 역대 선거 결과
| 선거명      | 직책명              | 대수 | 정당   | 득표율 | 득표수      | 결과 | 당락 |
| ----------- | ------------------- | ---- | ------ | ------ | ----------- | ---- | ---- |
| 1946년 선거 | 아르헨티나의 대통령 | 24대 | 노동당 | 52.84% | 1,487,866표 | 1위  |      |
| 1951년 선거 | 아르헨티나의 대통령 | 25대 | 정의당 | 63.40% | 4,745,168표 | 1위  |      |
| 1973년 선거 | 아르헨티나의 대통령 | 34대 | 정의당 | 61.85% | 7,359,252표 | 1위  |      |